# 別府アートミュージアム

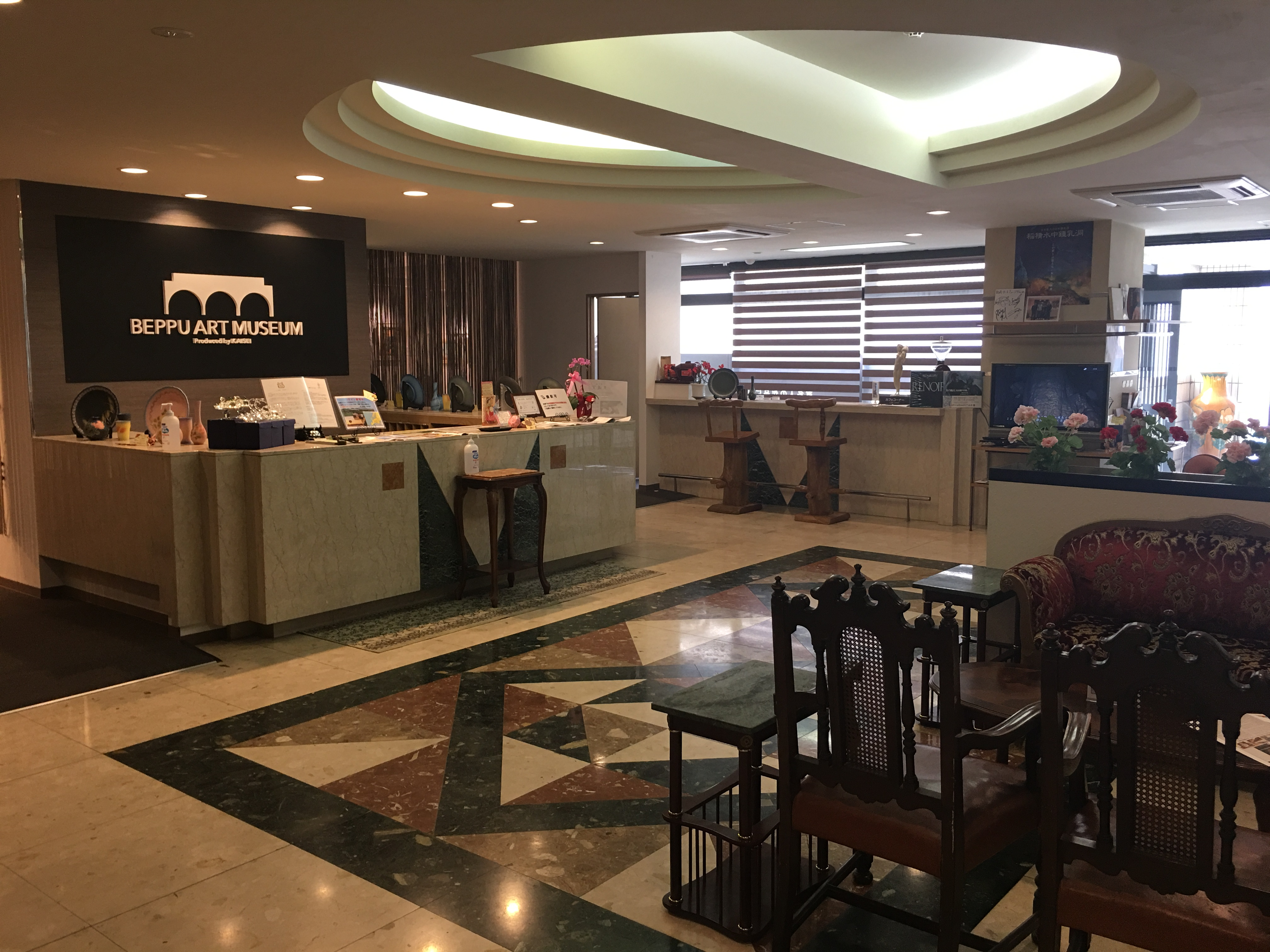
https://bepputower.co.jp/beppu-art-museum/

別府アートミュージアム（べっぷアートミュージアム）は、大分県別府市の10号線沿いにある私立美術館。

## 概要
別府市に本社を置き大分県内で不動産業を営むとともに、観光事業稲積水中鍾乳洞や別府タワーを運営する開世通商株式会社（現、カイセイ地所トラスト株式会社）が2017年12月に別府市秋葉町のセンチュリーハイツ日名子2階に開設した別府市最大級の私設美術館である。別府市在住であった画家に初代は工藤和男、二代目に狩野英子が名誉館長を務めた。館内は大分県にゆかりのある画家や有名な著名人、そして主に多くの芸能人の作品を中心に400点以上を展示していた。美術品やお土産品の販売、個展室の貸出し、カフェも併設していた。
2022年3月に別府タワー2階へ移した。展示数は更に増え、新たに別府タワーコーナーを設け、別府タワーの模型も設置。館内には各コーナー毎に美術品を展示している。若手画家の展示・制作の場となる個展室の貸出し、美術品や土産品の販売もしている。館内には音楽が流れ、映えスポットがあったり、すべての作品の写真撮影やSNSの投稿もできる新感覚美術館としてリニューアルオープンした。。
2023年10月から 大正ロマンの美人画で有名な竹久夢二の生誕140周年を記念した特別展を個展室コーナーにて常設開催している。

## 作品が収蔵されている画家・著名人
- 工藤和男
- 木梨憲武
- 工藤静香
- 八代亜紀
- サルバドール・ダリ
- パブロ・ピカソ
- 北野武
- 片岡鶴太郎
- ザ・ビートルズ
- 尾崎豊

その他多数の芸能人作品を展示